# 名偵探柯南：第14號獵物
《名偵探柯南：第14號獵物》，是日本漫画家青山剛昌漫画系列《名偵探柯南》的第2部剧场版，片長99分鐘。1998年4月18日在日本上映，在日本有18.5億日圓的票房收益。

## 本作特色
- 少年偵探團隊員灰原哀未登場的最後作品。
- 妃英理、栗山綠首次在剧场版登場。
- 本作說明妃英理和毛利小五郎分居的主要原因，以及毛利小五郎請辭警察的理由。

## 劇情簡介
小蘭在湖邊發現了她的母親妃英理，本能地想要跑到她身邊，但妃英理大聲阻止了她。然後，不知從何處傳來了槍聲，妃英理倒在了地上；但这不过是一场梦。醒来后小蘭焦急地打電話給妃英理。妃英理让她放轻松不要介意，并答应她今晚会与小五郎和柯南一起去高级餐厅吃饭。挂断电话后，英理看着腿上的一道旧伤痕若有所思。
柯南和少年偵探團一起前往航空博物館，在等待阿笠博士的同時，步美玩了一個算命遊戲來預測柯南的愛情生活。柯南對顯示的“A的預感”感到困惑（A是一個古老的俚語，意思是親吻）。此行中一行人在博物馆遇到了摄影师宍戶永明。同时，小兰参加了美食作家仁科稔的签售会，在街边又看到模特小山内奈奈飙车经过。随后她和园子前往咖啡店，两人聊起了小五郎和英理的经历。
晚上，小兰、柯南和小五郎到“鲜花”法餐厅与英理聚餐，他们又遇到被美女左拥右抱的高尔夫球名将辻弘树，他是小五郎的朋友，并说下周要参加美国的比赛，斗志高昂。此次由小五郎和英理的老相识，也是店内的酒保泽木公平侍酒。小兰道出许多酒知识，并说这是美食作家仁科稔的书中的内容。本来餐会气氛融洽，但小五郎看见了熟识的夜总会老板娘冈野十和子和新闻主播彼得·福特经过，不小心说出自己常去夜总会寻欢，导致英理大为吃醋，拂袖而去。
一週後，目暮警官在公園慢跑時，被十字弓射中倒地，但性命无碍，現場留下了一把纸做的宝剑。在医院时，目暮警官忆及往事，说小五郎枪法极好。不久后，妃英理发现有一盒巧克力寄到她的事務所，以为是小五郎的道歉礼物便打开品尝，却不曾想其中下了毒，幸好靠及时就医洗胃保住性命。事后发现巧克力包装里有一朵纸花。柯南与阿笠博士在阿笠宅邸讨论案件时，门上的玻璃被人打碎，博士去查看时，背部遭一个騎摩托車的人用十字弓射中。柯南追捕罪魁禍首但最终跟丢，最后在犯罪現場发现了一个扭结装饰品。
柯南從留下的眾多物品中得知，這些襲擊都是以撲克牌為基礎，名字從“13”到“1”的人會按順序受到襲擊，且都是小五郎有关的人；至于宝剑、花和装饰品，对应的则是扑克牌K、Q、J上的图案。目暮認為，剛出獄的原赌场荷官村上丈就是罪魁禍首，此人曾因杀人被小五郎逮捕，一周前才出狱。柯南和小蘭從白鳥警官那裡得知，村上曾在試圖逃脫審訊時將碰巧来探望丈夫的妃英理劫持為人質，小五郎開槍射擊，子彈擦傷了妃英理的腿。雖然他們成功地抓捕了村上，但小五郎向人質開槍卻引發了争议，不久之後，小五郎就辞职了。小蘭認為這件事是她父母分居的原因，並向用新一的聲音打電話的柯南抱怨說，就算小五郎對自己槍法很有自信也不應該開槍，小蘭不敢相信小五郎會這麼做。但柯南說虽然小五郎開槍射击英理是事实，但其中一定有不为人知的原因。
众人推断下一个目标的名字里带有“十”，小五郎认为是夜总会老板娘十和子，但她安然无恙；后来柯南发现辻弘树也符合要求，且他打算自驾直升机游玩，目暮劝阻其停飞被拒绝，無奈只得和小五郎一起乘坐，柯南也偷偷地溜进直升机陪著他。在飛越米花町時，辻突然感到强光刺眼无法飞行，直升機面臨墜毀的危險。关键时刻，柯南接管驾驶，直升机迫降在帝丹小学操场并因漏油爆炸，众人及时逃脱，但辻弘樹仍被迫缺席美国公开赛，因为他在飛行前使用的眼藥水換成了强力散瞳劑，导致其视力需要两周才能恢复。
由於小五郎想不出熟人里谁的名字带“九”，便前往名字里带“八”的澤木公平家中。澤木表示这天下午3点要去新開業的海上娱乐设施“水上水晶”（Aquacrystal）和店主旭勝義见面。目暮等人注意到旭胜义的名字裡有一個“九”。小五郎表示他和旭胜义並不很熟，不過为了以防万一，众人还是打算陪泽木前往“水上水晶”。
當一行人到達現場時，他們遇到了其他受邀嘉賓：模特小山內奈奈（“奈奈”音同日文数字7）、美食作家仁科稔（“仁”的右半边是“二”）、摄影师宍戶永明（姓氏里带“六”）和电视播音员彼德·福特（姓氏与英文“four”谐音）。除去带“五”的小五郎外，白鳥警官表示自己的名字叫“任三郎”，而剩余的“一”很可能就是不在場的工藤新一。在向受邀嘉賓解釋了情況后，只有仁科表示他曾采访过村上，而宍戶则称给村上拍过照片。奈奈转移话题说仁科写的书很烂，要仁科品酒，仁科答错了酒名，作为酒保的泽木则答对，奈奈便取笑仁科做美食作家不够格。當旭勝義不在的時候，奈奈正在用旭勝義給她的指甲油在葡萄酒軟木塞上塗鴉，這時彼德·福特在他腳邊發現了一張寫給澤木的字條，上面寫著旭勝義的名字。众人去了酒窖，柯南注意到有十字弓和细线机关並大叫起來，澤木成功躲开十字弓袭击，但一行人確信村上就在这里，決定逃跑。
然而，大樓的入口和緊急出口被封鎖，且一行人發現旭勝義的屍體漂浮在水下。在追问下，奈奈承认三个月前超速驾驶，导致一个摩托车司机因刹车不及而摔倒。當大家分頭尋找逃生路線時，建築物內的電力被切斷，奈奈在漆黑中被刺死。從屍體上看，兇手是右撇子，柯南想到襲擊博士的人也是右撇子，而村上卻是左撇子，故確信這一系列事件的罪魁禍首不是村上；且犯人刺杀奈奈时踢到果汁罐湿了裤脚。柯南又给众人分发矿泉水，借此得知了犯罪动机，还找到了决定性证据。
然而，此时餐厅被引爆，海水迅速涌入餐厅并将其淹没。小五郎幫助不會游泳的仁科浮出水面，但小蘭却失踪了。柯南潜入水下，发现小蘭的腿被卡在一輛展出的汽車下面，所以无法逃出。柯南用塑膠瓶中的空氣救了小蘭，但自己却耗尽了空气。小蘭在柯南快要窒息的時候对他人工呼吸，柯南用伸缩吊带把汽车搬开，把小兰救出。回到水面后，大家发现水面上多了6到2共五张扑克牌；柯南提议从爆破处的洞口钻出餐厅回到海上，大家靠着泽木的引导，来到了餐厅外面的安全地点。上岸后，虚弱的小兰靠在一边休息，而不谙水性的仁科却溺水昏迷。澤木本來要對他做人工呼吸，柯南卻用小五郎的聲音命令白鳥去做，而後麻醉了小五郎，展开推理。
柯南认定凶手是酒保泽木公平：他的真正目标只有辻弘樹、旭勝義和小山内奈奈三个人，并利用他的人际关系和村上丈的职业经历做障眼法，攻击不相干的人来混淆办案方向。他炸毁水下餐厅只是为了杀掉仁科，并意图在失败后假借做人工呼吸的机会亲自动手。至于动机则是泽木患了味觉障碍，因为柯南目击到作为酒保理应爱惜舌头的泽木，却在厨房品尝印度辣椒粉；而他在餐厅里曾发给众人矿泉水，泽木却喝不出给他的水里被单独加了盐。确认他是凶手的证据则是奈奈被杀时將软木塞放到他的西裝口袋，上面有奈奈用指甲油画的猫图案。
泽木甩出一张黑桃A，承认了自己的犯行。之前奈奈造成的摩托车事故中，泽木就是当时骑摩托车摔倒的人。此外，仁科写外行的美食书籍、旭胜义大张旗鼓开办餐厅却对名酒疏于保管，而弘树则一面请他去自宅做酒保一面又取笑他，使他自尊受损、身心俱疲，更因味觉障碍使其酒保生涯蒙上污点，故而他要展开报复。至于村上丈，当天已经洗心革面的他本是要去找小五郎道歉，却被泽木截胡，假借是毛利小五郎的朋友請他吃飯喝酒，並且因想到村上丈的職業，可以利用撲克牌數字做障眼法，便趁他醉酒時將其殺害。
目暮要逮捕澤木，但澤木引爆了他為摧毀水上水晶而放置的炸彈，並劫持无力抵抗的小兰為人質，試圖乘直升机逃跑。柯南和小五郎等人追上了被困的澤木，此时直升機因倒塌的危險而無法降落，而目暮和白鸟没有自信开枪射中劫持人质的泽木。此时泽木要求透過柯南把白鳥的手槍交給他，柯南突然意识到当年小五郎开枪的意图，并举枪射中了小兰的腿。原来当年小五郎枪击英理，是因为中枪后的英理只会成为村上逃跑的累赘，此时射中小兰亦是为了使小兰无法行走，借机让泽木被逮捕。建筑物即将倒塌，泽木本打算掉入海中一死了之，但小五郎严肃地要他活着，要他意识到自己的罪孽深重。
当大家到达岸上，柯南把手枪还给白鸟，但并未说出自己还是工藤新一时便已学会射击的事；而小兰拿着黑桃A扑克牌说可能是新一救了她时，柯南想到了“A的预感”，心想：自己该不会才是被小兰的“A”（亲吻，指人工呼吸的姿势）救了……
最终，妃英理告诉小兰和柯南，她其实很清楚小五郎射中她腿部的真正意圖；真正的分居原因是她忍痛给小五郎做饭，小五郎却嫌弃她那顿饭不好吃。不过，连柯南也承认，英理做的饭的确是“超级难吃”。

## 登場角色

### 原作角色
| 角色         | 配音       | 配音     | 配音     | 配音     | 簡介 |
| 角色         | 日本       | 臺灣     | 香港     | 香港     | 簡介 |
| 角色         | 日本       | 臺灣     | TVB版本  | 影碟版本 | 簡介 |
| 主要角色     | 主要角色   | 主要角色 | 主要角色 | 主要角色 | 主要角色 |
| ------------ | ---------- | -------- | -------- | -------- | --- |
| 江戶川柯南   | 高山南     | 方雪莉   | 盧素娟   | 周恩恩   | 本作品男主角，原高中生名偵探工藤新一，被黑暗組織的琴酒灌下毒藥而縮小身體變成小孩，後化名為江戶川柯南，寄住在毛利家中並暗中調查黑暗組織。 在本作是犯人的目標（名字裡的「一」等於撲克牌裡的"A"）。                                                                                          |
| 工藤新一     | 山口勝平   | 劉傑     | 馮錦堂   | 李家傑   | 本作品男主角，原高中生名偵探工藤新一，被黑暗組織的琴酒灌下毒藥而縮小身體變成小孩，後化名為江戶川柯南，寄住在毛利家中並暗中調查黑暗組織。 在本作是犯人的目標（名字裡的「一」等於撲克牌裡的"A"）。                                                                                          |
| 毛利蘭       | 山崎和佳奈 | 魏晶琦   | 陸惠玲   | 劉惠雲   | 本作品女主角，新一的青梅竹馬，運動神經發達，擅長空手道，曾獲得全國高中空手道關東大賽的冠軍。 |
| 毛利小五郎   | 神谷明     | 官志宏   | 陳欣     | 黃志明   | 小蘭的父親，英理的丈夫，私家偵探，外號沉睡小五郎，原刑警，辭職後在家開設毛利偵探事務所。 在本作是犯人的目標（名字裡有「五」字）。 |
| 妃英理       | 高島雅羅   | 姚敏敏   | 黃鳳英   | 曾月娥   | 小蘭的媽媽，小五郎的妻子。律師，外號法庭女王，開設妃律師事務所，至今從未輸過任何一場官司。 在本作是犯人的目標（「妃」字的意思和女王"Q"(queen)一樣），因吃了被犯人下毒的巧克力而中毒。 |
| 警察相關角色 |            |          |          |          | |
| 目暮十三     | 茶風林     | 徐健春   | 林保全   |          | 警視廳搜查一課的警官（警部），曾是毛利小五郎的上司，經常在兇案現場要求部下調查相關證據。 在本作是犯人的目標（名字裡有「十三」，撲克牌裡第十三張牌是"K"），在晨跑時被犯人用十字弓射傷。 |
| 白鳥任三郎   | 鹽澤兼人   | 劉傑     | 雷霆     | 陳健豪   | 警視廳搜查一課的警官（警部補），出身於豪門。 在本作是犯人的目標（名字裡有「三」字）。 |
| 朋友相關角色 |            |          |          |          | |
| 阿笠博士     | 緒方賢一   | 徐健春   | 源家祥   | 周永光   | 工藤家的鄰居兼好友，科學家兼發明家，會發明出一些道具讓柯南在案件中使用，在灰原哀逃離黑暗組織後收留她。 在本作是犯人的目標（本名姓“阿笠”名“博士”，「士」字由「十」字和「一」字組成，代表「十一」，即是撲克牌裡第十一張牌"J"） 因大門玻璃被犯人丟石頭破壞，在開門查看時被犯人用十字弓射傷。 |
| 吉田步美     | 岩居由希子 | 姚敏敏   | 梁少霞   | 莊巧兒   | 三人為帝丹小學一年級生，後來與柯南和灰原一同組成少年偵探團。 |
| 小嶋元太     | 高木涉     | 劉傑     | 李錦綸   | 陳志強   | 三人為帝丹小學一年級生，後來與柯南和灰原一同組成少年偵探團。 |
| 圓谷光彦     | 大谷育江   | 魏晶琦   | 馮錦堂   | 曾月娥   | 三人為帝丹小學一年級生，後來與柯南和灰原一同組成少年偵探團。 |
| 鈴木園子     | 松井菜櫻子 | 姚敏敏   | 黃麗芳   | 莊巧兒   | 小蘭的好友兼同學，鈴木財團的二千金，時常邀請毛利家參加各式的宴會活動。 |
| 栗山綠       | 百百麻子   | 方雪莉   | 蔡惠萍   | 莊巧兒   | 妃英理的秘書。本作電影版初登場，後來也於原作登場。 |

### 本作角色
| 角色       | 配音           | 配音          | 配音          | 配音          | 簡介 |
| 角色       | 日本           | 臺灣          | 香港          | 香港          | 簡介 |
| 角色       | 日本           | 臺灣          | TVB版本       | 影碟版本      | 簡介 |
| 本作要角   | 本作要角       | 本作要角      | 本作要角      | 本作要角      | 本作要角 |
| ---------- | -------------- | ------------- | ------------- | ------------- | --- |
| 澤木公平   | 中尾隆聖       | 陳幼文        | 黎偉明        | 陳志強        | 36歲，法國料理餐廳「鮮花」的侍酒師，一直把品酒視為自身天職。山梨縣出身，其父母在該縣經營果園，為家中獨子。 （「公」字含有「八」字）。 本片真兇，有味覺障礙，出於各種因素，計畫殺害仁科稔、小山內奈奈、辻弘樹、旭勝義四人，並藉由撲克牌數字串連起其他被害人，意圖嫁禍給村上丈。 |
| 仁科稔     | 鈴置洋孝       | 劉傑          | 潘文柏        | 蔡忠衛        | 37歲，料理評論家。 是犯人的目標（「仁」字含有「二」字）。 |
| 小山內奈奈 | 岡本麻彌       | 姚敏敏        | 黃麗芳        | 曾月娥        | 21歲。模特兒。 是犯人的目標（日文中「奈奈」和「七」的讀音相同），已死亡。 |
| 辻弘樹     | 谷口節         | 陳幼文        | 鄺樹培        | 李家傑        | 36歲。職業高爾夫球選手，同時還擁有直升機駕照。 是犯人的目標（「辻」字含有「十」字）。 |
| 彼德·福特  | Andy Holyfield | 徐健春        | 林國雄        | 周永光        | 40歲，新聞主播。 （「福特（Ford）」和「四（Four）」的英語發音相似）。 |
| 宍戶永明   | 內海賢二       | 官志宏        | 梁志達        | 李家傑        | 45歲，職業攝影師。 （「宍」字含有「六」字）。 |
| 岡野十和子 | 一城美由希     | 魏晶琦        | 雷碧娜        | 曾月娥        | 32歲，毛利小五郎常去的銀座酒吧之媽媽桑，因名字裡有個「十」字而被認為是下一個受攻擊的目標，實際上與本事件無關。 |
| 村上丈     | 鈴木英一郎     | 官志宏        | 李錦綸        | 黃啟明        | 35歲，左撇子，曾是賭場發牌員，十年前因殺人罪被小五郎和目暮警官逮捕。出狱后洗心革面，本想找小五郎道谢，却被泽木诱杀。 |
| 旭勝義     | 不適用         | 不適用        | 不適用        | 不適用        | 61歲。餐飲集團總裁，「水水晶」的負責人，在米花町經營十多家餐廳，澤木任職的法國料理餐廳「鮮花」亦是其中之一。 是犯人的目標（「旭」字含有「九」字），已死亡。 |
| 其他配角   |                |               |               |               | |
| 醫生       | 千葉一伸       | 陳幼文        | 潘文柏        | 蔡忠衛        | 東都大學附屬醫院醫生，負責治療妃英理。 |
| 女記者     | 永島由子       | 魏晶琦        | 蔡惠萍        |               | 電視上採訪旭勝義的女記者。 |
| 女伴       | 海原康世・智子 | 魏晶琦 姚敏敏 | 蔡惠萍 梁少霞 | 莊巧兒 劉惠雲 | 陪同辻弘樹吃飯的女伴。 |

## 音樂
| 類別   | 曲名                       | 作詞     | 作曲     | 編曲                        | 演唱 |
| ------ | -------------------------- | -------- | -------- | --------------------------- | ---- |
| 主題曲 | 彷彿回到少女時代（日语：少女の頃に戻ったみたいに） | 坂井泉水 | 大野爱果 | 池田大介（B-Grams Records） | ZARD |
| 挿入歌 | KIZUNA                     | 有森聡美 | 大野克夫 | 大野克夫                    | 伊織 |
| 挿入歌 | キミがいれば               | 高柳恋   | 大野克夫 | 大野克夫                    | 伊織 |

### 原聲帶

#### 歌曲
1. 名探偵コナン メイン・テーマ (標的ヴァージョン)
2. 恋のトランプゲーム占い
3. 母への想い
4. ワインをのんで
5. ターゲット サスペンスA
6. ターゲット サスペンスB
7. ターゲット サスペンスC
8. ターゲット サスペンスD
9. コナンの大作戦1
10. コナンが通る
11. カード賭博のボス
12. ターゲット サスペンスE
13. 絆
14. 犯人の謎
15. 次のターゲット!
16. 何かが起きる…
17. トリック
18. アクアクリスタル
19. アクアクリスタル内へ
20. ターゲット サスペンスF
21. ターゲット サスペンスG
22. ターゲット サスペンスH
23. ターゲット サスペンスI
24. ターゲット サスペンスJ
25. 犯人の目星
26. 迫り来る危機
27. コナンの大作戦2
28. 真相究明
29. 謎の解明 (ターゲット サスペンスK)
30. スペードのエース
31. 挫折
32. 殺意
33. 一触即発
34. Aの予感
35. 別居の真相
36. KIZUNA (ヴォーカル ヴァージョン)

## 工作人員
- 原作：青山剛昌
- 監督：兒玉兼嗣
- 脚本：古内一成
- 分鏡：佐藤真人、松園公、兒玉兼嗣
- 演出：佐藤真人
- 人物設定 / 總作畫監督：須藤昌朋
- 設計：石野聰、土肥、森木靖泰、宍户久美子
- 作画監督：石野聰、糸島雅彦、牟田清司、宍户久美子、兵頭敬、清水義浩、星名靖男
- 美術監督：涩谷幸弘
- 色彩設計：村上智美
- 摄影監督：野村隆
- 剪辑：岡田輝滿
- 音響監督：小林克良
- 音響效果：横山正和
- 音樂：大野克夫
- 故事編輯：飯岡順一
- 製作人：諏訪道彦、吉岡昌仁
- 動畫製作：旭一东京电影
- 「名偵探柯南 第14號獵物」製作委員會 
  - 小学馆
  - 读卖电视台
  - 小学馆制作
  - 環球音樂
  - 东宝
  - 旭一
- 发行：东宝

## 發行

### 影碟
- 日本：VHS发售：1999年4月14日；DVD发售：2001年3月28日；BD发售：2011年6月24日；UHD BD发售：2017年2月24日
- 香港：DVD/VCD發售：2007年6月29日（发行商：新一影業）
- 台灣：DVD發售：日語發音中文字幕/國語發音（發行商：普威爾）
- 台灣：BD發售：日語發音/國語發音/中文字幕(可關閉)（發行商：普威爾）

### 書籍
| 冊數 | 小學館         | 小學館             | 青文出版社    | 青文出版社         | 长春出版社                             | 长春出版社                                                   |
| 冊數 | 發售日期       | ISBN               | 發售日期      | ISBN               | 發售日期                               | ISBN                                                         |
| ---- | -------------- | ------------------ | ------------- | ------------------ | -------------------------------------- | ------------------------------------------------------------ |
| 上   | 1998年9月18日  | ISBN 4-09-124873-X | 1999年1月15日 | ISBN 957-595-135-2 | 2006年6月（第一版）2017年9月（第二版） | ISBN 7-5445-0187-6（第一版）ISBN 978-7-5445-5005-5（第二版） |
| 下   | 1998年10月17日 | ISBN 4-09-124874-8 | 1999年2月24日 | ISBN 957-595-136-0 | 2006年6月（第一版）2017年9月（第二版） | ISBN 7-5445-0188-4（第一版）ISBN 978-7-5445-5006-2（第二版） |

## 外部連結
- 互联网电影数据库（IMDb）上《名偵探柯南：第14號獵物》的资料（英文）
- 名探偵コナン 14番目の標的 （页面存档备份，存于） - トムス・エンタテインメント
- 名探偵コナン 14番目の標的 （页面存档备份，存于） - 東宝
- 名探偵コナン 14番目の標的 （页面存档备份，存于） - allcinema
- 名探偵コナン 14番目の標的 （页面存档备份，存于） - KINENOTE
- 名探偵コナン 14番目の標的 （页面存档备份，存于） - 日本映画データベース
- 名探偵コナン 14番目の標的 （页面存档备份，存于） - 文化庁日本映画情報システム
- Detective Conan The Fourteenth Target （页面存档备份，存于） - オールムービー
- 名探偵コナン 14番目の標的 （页面存档备份，存于） - 映画.com
- 名探偵コナン 14番目の標的 （页面存档备份，存于） - Movie Walker
- 名探偵コナン 14番目の標的 （页面存档备份，存于）- SF MOVIE DataBank
- 在Netflix上觀看《名偵探柯南：第14號獵物》